# Manuel Duarte
Manuel Duarte (29. května 1945, Celorico da Beira – 2. září 2022, Fafe) byl portugalský fotbalista, útočník, reprezentant Portugalska.

## Fotbalová kariéra
Na klubové úrovní hrál v portugalské lize za týmy Académica de Coimbra, Leixões SC, Sporting Lisabon a FC Porto. Aktivní kariéru končil v nižších portugalských soutěžích v týmech SC Varzim, AD Fafe, Atlético Cabeceirense, AD Os Limianos, FC Felgueiras a Mondinense FC. S portugalskou reprezentací na Mistrovství světa ve fotbale 1966 získal bronzové medaile za třetí místo, i když v utkání nenastoupil a zůstal jen mezi náhradníky. Za portugalskou reprezentaci nastoupil v roce 1966 ve 2 utkáních.

## Ligová bilance
| Ročník                      | Zápasy | Góly | Klub                 |
| --------------------------- | ------ | ---- | -------------------- |
| 1. portugalská liga 1962/63 | 3      | 2    | Académica de Coimbra |
| 1. portugalská liga 1963/64 | 9      | 4    | Académica de Coimbra |
| 1. portugalská liga 1964/65 | 15     | 8    | Leixões SC           |
| 1. portugalská liga 1965/66 | 23     | 6    | Leixões SC           |
| 1. portugalská liga 1966/67 | 19     | 11   | Sporting Lisabon     |
| 1. portugalská liga 1967/68 | 5      | 1    | Sporting Lisabon     |
| 1. portugalská liga 1968/69 | 3      | 0    | Sporting Lisabon     |
| 1. portugalská liga 1969/70 | 0      | 0    | Sporting Lisabon     |
| 1. portugalská liga 1970/71 | 2      | 0    | FC Porto             |
| 2. portugalská liga 1971/72 | –      | –    | Varzim SC            |
| 2. portugalská liga 1972/73 | –      | –    | AD Fafe              |
| 2. portugalská liga 1973/74 | –      | –    | AD Fafe              |
| 2. portugalská liga 1974/75 | –      | –    | AD Fafe              |
| 2. portugalská liga 1975/76 | –      | –    | AD Fafe              |
| 2. portugalská liga 1979/77 | –      | –    | AD Fafe              |
| 2. portugalská liga 1977/78 | –      | –    | AD Fafe              |
| CELKEM 1. portugalská liga  | 79     | 32   |                      |